# Desobediência (filme)
Desobediência  é um documentário de Moçambique de 2002 dirigido por Licínio Azevedo.

## Sinopse
Rosa, uma camponesa moçambicana, da região de Chimoio, é acusada pela família do marido de ser a causadora do seu suicídio por se recusar a obedecer-lhe. Dizem que ela tem um “marido-espírito”.
Para provar a sua inocência e recuperar os filhos e os poucos bens que o casal possuía, Rosa submete-se a dois julgamentos: o primeiro num curandeiro, o segundo num tribunal. É absolvida em ambos.
O filme é interpretado pelos próprios intervenientes da história, o homem morto pelo seu irmão gémeo. Durante a rodagem, o realizador decidiu instalar uma segunda câmara para seguir este enredo de vingança sem fim. Uma montagem - que vai do documentário à longa-metragem - desta complexidade não tem paralelo no cinema africano.
Segundo o realizador: foi uma tarefa difícil convencer as duas famílias - a mulher e os irmãos do falecido marido - a participarem no filme, mas o conflito ainda estava longe de ser terminado. Por outro lado, eles nunca tinham visto um filme e, assim que as filmagens começaram descobri logo não tinham compreendido o propósito de sua participação. Eles simplesmente queriam aproveitar a oportunidade de reviver os eventos, com o propósito de uma retaliação de uma vez por todas. Cada vez que havia uma pausa nas filmagens o conflito retomava a um nível paralelo, com comportamentos imprevisíveis de ambos os lados. Isso fez-me trazer uma segunda câmara para cena para registar tais eventos e situações em que os personagens principais ignoram o guião e tentam introduzir outros elementos, ou simplesmente se recusam a cumpri-lo. Como estavam tão intimamente relacionadas com a história, este "making of" tornou-se num elemento fundamental para a estrutura dramática do filme.

## Ficha técnica
- Realizador: Licínio Azevedo
- Produção: Ebano Multimedia
- Director de fotografia:
- Montagem: Orlando Mesquita
- Som: Gabriel Mondlane
- Música: Joao Carlos Schwalbach

## Festivais
- Africa in the Picture, Holanda
- DocLisboa, Portugal (2008)
- Kino Afrika, Noruega
- Festival International du Film d'Amiens, França
- 2.º CINEPORT, Brasil (2006)

## Prémios
- FIPA de Prata do FIPA – International Festival of Audiovisual Programs, França[ligação inativa]  (2003)
- Prémio Kuxa Kanema do FUNDAC - Fundo Para o Desenvolvimento Artístico Cultural, Moçambique
- Menção Especial do Júri pela interpretação de Rosa Castigo - Festival International de Zanzibar, Tanzânia